# مهمة التزود بالوقود الروبوتية

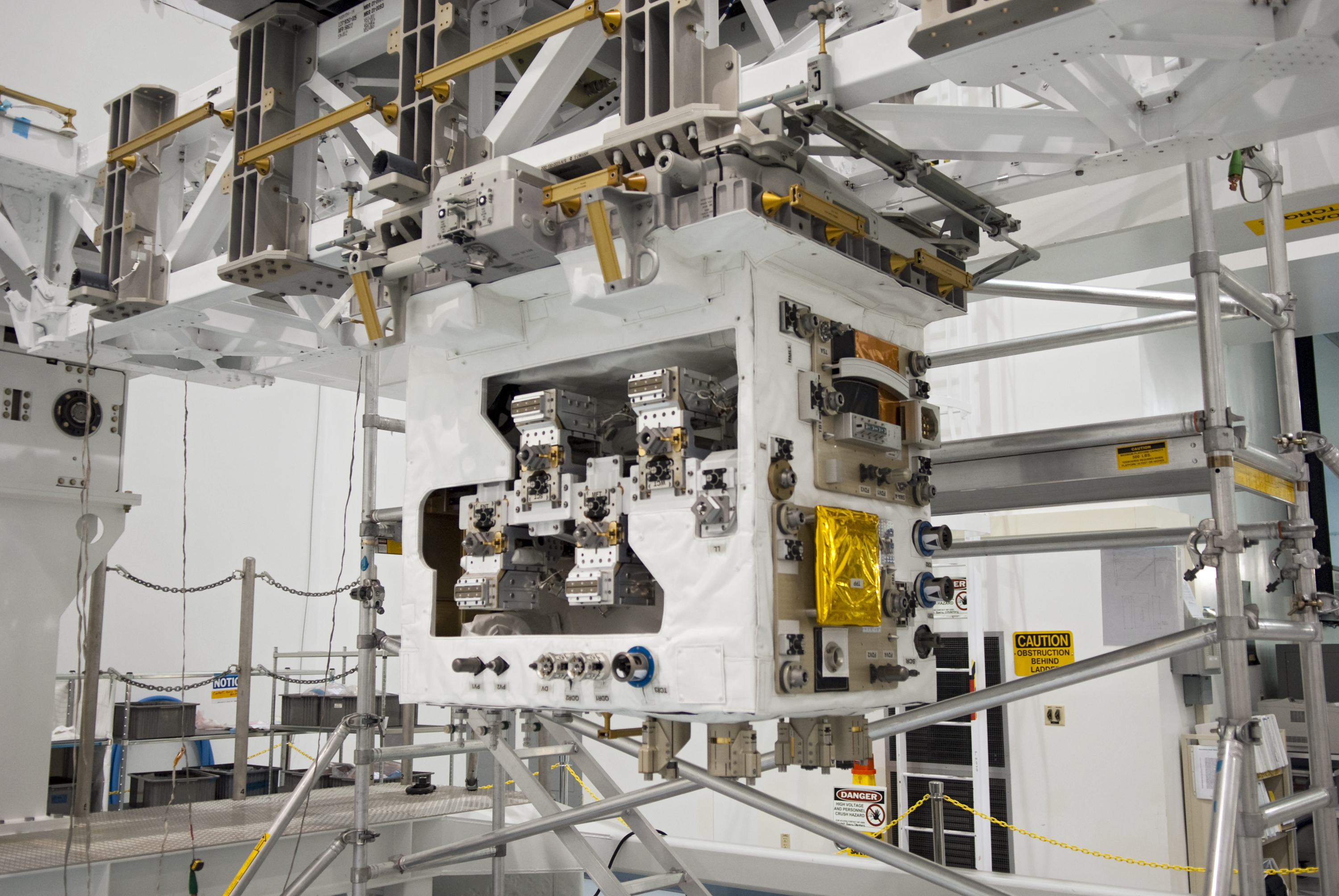
تم تثبيت مهمة إعادة التزود بالوقود الروبوتية (RRM) على حامل هيكل الدعم الخاص بها. حلقت RRM على متن مكوك الفضاء أتلانتس في مهمة STS-135

مهمة إعادة التزود بالوقود الروبوتية، (ار ار ام) هي مهمة توضيحية لتقنية ناسا مع إطلاق المعدات في كل من2011 و2013لزيادة النضج التكنولوجي لتكنولوجيا نقل وقود الصواريخ في الفضاء عن طريق اختبار مجموعة واسعة من أجهزة نقل الوقود المحتملة، سواء الجديدة أو الحالية تصاميم الأقمار الصناعية.
اكتملت المرحلة الأولى من المهمة بنجاح في عام 2013. واستمرت تجارب المرحلة الثانية في عام 2015  [بحاجة لتحديث]

## التاريخ

### تطوير
طور مكتب قدرات خدمة الأقمار الصناعية في مركز جودارد لرحلات الفضاء(جي اس اف سي)مهمة إعادة التزويد بالوقود الروبوتية. تم التخطيط لعرض التكنولوجيا والأدوات اللازمة لإعادة تزويد الأقمار الصناعية بالوقود في المدار بوسائل آلية. بعد إثبات المفهوم، فإن الهدف طويل المدى لناسا هو نقل التكنولوجيا إلى القطاع التجاري.
تم تصميم ار ار ام بأربع أدوات، كل منها مزود بإلكترونيات وكاميراتين ومصابيح.بالإضافة إلى ذلك، كان لديها مضخات وأجهزة تحكم وأنظمة كهربائية مثل الصمامات الكهربائية وأجهزة الاستشعار.
تم نقل حمولة ار ار ام إلى مركز كينيدي للفضاء في أوائل مارس2011، حيث أجرى فريق جي اس اف سي الاستعدادات النهائية لرحلة الفضاء. بمجرد الوصول إلى محطة الفضاء الدولية، تم التخطيط لتركيب ار ار ام في أي ال سي-4.تم التخطيط لاستخدام روبوت ديكستر في عامي2012و2013 أثناء التجارب التوضيحية للتزود بالوقود.

### إطلاق
تم إطلاق منصة التجارب ار ار ام المرحلة الأولى إلى محطة الفضاء الدولية (أي اس اس) في 8 يوليو 2011، تم نقلها بواسطة مكوك الفضاء أتلانتس على اس تي اس -135 مهمة الرحلة رقم 135 والأخيرة لبرنامج مكوك الفضاء الأمريكي.   

## مظاهرة التكنولوجيا

### المرحلة الأولى
أكملت وكالة ناسا بنجاح المهمة الإيضاحية للمرحلة الأولى في يناير2013، حيث نفذت سلسلة من إعادة التزود بالوقود الروبوتية لأجهزة الأقمار الصناعية التي لم يتم تصميمها للتزود بالوقود.سلسلة واسعة من دفعتها آليا،نقل بالوقود التجارب على النظام الأساسي المرفق المكشوف من محطة الفضاء الدولية تم الانتهاء من (أي اس اس)من خلال جناح المعدات ار ار ام وكندارم/ شخص آلي بذراعين تابع مزيج الذراع الروبوتية.
وتضمن جناح تجربة عدد من دافعة صمامات، فوهات وأختام مشابهة لتلك المستخدمة في مجموعة واسعة من التجارية والحكومة الأمريكية الأقمار الصناعية، بالإضافة إلى سلسلة من أربعة النموذج الأدوات التي يمكن أن تعلق على القاصي نهاية شخص آلي بذراعين تابع الذراع الروبوتية.كانت كل أداة نموذجًا أوليًا لجهاز يمكن استخدامه في بعثات خدمة الأقمار الصناعية المستقبلية لإعادة تزويد المركبات الفضائية بالوقود في المدار.ار ار ام هو أول عرض توضيحي للتزود بالوقود في الفضاء باستخدام منصة من صمامات الوقود وممثل سباكة المركبات الفضائية لمعظم الأقمار الصناعية الموجودة، والتي لم يتم تصميمها للتزود بالوقود.

### المرحلة الثانية
بدأت المرحلة الثانية من مهمة ار ار ام في أغسطس 2013 مع إطلاق المرحلة 2 من أجهزة ار ار ام إلى محطة الفضاء الدولية على متن مركبة النقل اليابانية ال ال -اتش (اتش تي في -4) لعمليات الاختبار المتوقع إجراؤها في عام 2014.
يتكون تكملة أجهزة المرحلة 2 من: 
- اثنان من لوحات المهام ار ار ام
- قفص النقل في المدار ار ار ام
- الروبوت اللافقاري القابل للفحص البصري (في أي ار أي ار) -«أداة فحص بوريسكوب التي توفر مجموعة من العيون لوظائف إصلاح الأقمار الصناعية الداخلية.» تم إطلاقه على أي تي في-5 ووصل إلى المحطة في أغسطس 2014.[11]

في فبراير 2014، قام «اختبار نقل المؤكسد الروبوتي عن بعد» (ار ار أو اكس أي تي تي) بنقل رباعي أكسيد النيتروجين (ان تي أو) عبر صمام قياسي لتزويد الوقود بالقمر الصناعي في مرفق التزويد بالقمر الصناعي،مركز كينيدي للفضاء (كي اس سي)، باستخدام روبوت يتم التحكم فيه عن بُعد من مركز جودارد لرحلات الفضاء،800 ميل (1,300 كـم) في جرينبيلت بولاية ماريلاند.
في 26 مارس 2015، تم تحميل قفص النقل في المدار ار ار ام في غرفة معادلة الضغط كيبو والتقطها ذراع الروبوتية جي إي ام الذي سلمه إلى ديكستر لتثبيته على الوحدة الرئيسية.
في 30 أبريل 2015، تم تثبيت قفص النقل في المدار ار ار ام على الوحدة الرئيسية وتمت إزالة أجهزة المرحلة 1 ووضعها في القفص للتخلص منها على اتش تي في 4. ثم تم تفعيل التجربة في نفس اليوم.
فبراير2016تم إلغاء تنشيط تجربة المرحلة 2 وتم إيقاف تشغيل جميع خطوط الوقود والتبريد استعدادًا للتخلص من حمولة ار ار ام ووقودها على سبيس دراقن سي ار اس-10.
في 23 فبراير 2017، تمت إزالة الوحدة الرئيسية لتجربة ار ار ام وأجهزة المرحلة 2 وتخزينها في صندوق سبيس اكس سي ار اس -10 للتخلص منها وتم تفعيل تجربة اس تي ار اتش 5 مع ريفين بداية المرحلة 3.

### المرحلة الثالثة
مع الانتهاء من المرحلة الثانية، تجري اختبارات المرحلة 3 مع إطلاق ريفن على سي ار اس-10.تم تسليم وحدة المرحلة 3 الجديدة إلى المحطة في 8 ديسمبر 2018 على سبيس اكس سي ار اس -16 وتم تثبيتها على إي ال سي1 في 19 ديسمبر 2018.تم عرض التخزين الصفري للغليان من مواد التبريد (الميثان) لمدة 4 أشهر، ولكن بعد فشل المبرد، تم تنفيس الميثان في أبريل 2019 الاختبارات المتبقية لا تزال مخططة، وتشمل هذه توصيل فوهة الوقود بمنفذ إعادة التزود بالوقود.

## روابط خارجية
- تحديث محطة الفضاء الدولية: نظرة عامة على حمولة مهمة إعادة التزود بالوقود الروبوتية ، فيديو ناسا، 25 كانون الثاني (يناير) 2013. «إنها، أو قد تكون - لن يخبرنا التاريخ إلا التاريخ - بداية ما يمكن أن يكون ثورة أو حقبة جديدة لكيفية بناء الأقمار الصناعية وطيرانها في الفضاء»